# Biache-Saint-Vaast
Biache-Saint-Vaast là một commune của tỉnh Pas-de-Calais, thuộc vùng Hauts-de-France, nước Pháp.

## Dân số
| Năm | 1962 | 1968 | 1975 | 1982 | 1990 | 1999 |
| --- | ---- | ---- | ---- | ---- | ---- | ---- |
| Dân số | 3525 | 3860 | 4224 | 4032 | 3981 | 3923 |
| From the year 1962 on: No double counting—residents of multiple communes (e.g. students and military personnel) are counted only once. |      |      |      |      |      |      |